# أرانكوديغا
بلدية أرانكوديغا (بالإسبانية: Arrankudiaga) هي بلدية تقع في مقاطعة بيسكاي، التي تقع في منطقة الباسك شمالي إسبانيا.

## وصلات خارجية
- (بالإسبانية)